# Кортиелло, Марио
Марио Кортиелло (итал. Mario Cortiello; 1 июля 1907, Неаполь, Королевство Италия — 23 декабря 1981, Сан-Себастьяно-аль-Везувио, Италия) — итальянский художник и иллюстратор, один из заметных представителей неаполитанской живописи, известный также под прозвищем «Шагал из Неаполя».

## Биография
Свой творческий путь Марио Кортиелло начал в качестве ученика известного неаполитанского живописца Дженнаро Виллани — неоднократного участника Венецианской биеннале. После разрыва со своим первым преподавателем подружился, и некоторое время поддерживал творческий союз с художником Умберто Лиллони из Милана и арт-движением Chiarismo lombardo. Однако и это сотрудничества продлилось недолго, поскольку Кортиелло выработал свой собственный художественный стиль, основанный на классических традициях неаполитанского искусства. Характерным признаком его картин периода начала самостоятельной карьеры живописца стали «задумчивые и парящие в пейзажах сновидений» Пульчинеллы, в которых угадывались шагаловские мотивы, что в итоге и отразилось на его прозвище «Шагал из Неаполя».
В 1930 году Кортиелло принимает участие в своей первой Венецианской биеннале, неизменным участником которой он будет вплоть до 1948 года. В 1935 году художник выставляет свои работы в рамках II Римской квадриеннале. В 1939 году становится одним из лауреатов престижной итальянской Premio Bergamo. Его выставки проходят в галереях Европы и США. Кульминацией этого периода жизни Кортиелло становятся XIV летние Олимпийские игры 1948 года в Лондоне, где он принимает участие в специальном соревновании искусств — Art competitions at the 1948 Summer Olympics, художественная часть которого проходила в Музее Виктории и Альберта. Картина Gara Ippica (Скачки), написанная художником в 1947 году, призов «олимпиады искусств» не получила, но произвела впечатление на зрителей и критиков.
В 1950-х — 1970-х годах Марио Кортиелло вдохновляется различными жанрами живописи. Он много путешествует по Италии и в его работах преобладают пейзажи и портреты, выполненные на фоне понравившихся художнику ландшафтов, приукрашенных фантазиями автора. Несмотря на обилие картин с жизнеутверждающими южноитальянскими настроениями, Кортиелло отдавал дань и северу Италию, в частности близким ему Ломбардии и Венеции.
Издается ряд каталогов, содержавших гравюры, выполненные на основе работ Кортиелло. В 1971 году в свет выходит издание Неаполитанский философский словарь. Изречения, пословицы и поговорки, включавшее 24 гравюры художника.
После смерти художника в 1981 году, на некоторое время его работы выпали из поля зрения критиков и публики. Однако с конца 1990-х годов и по сегодняшний день определенный интерес к картинам художника появился снова, свидетельством чего стала продажа нескольких полотен Марио Кортиелло аукционным домом Кристис. В 2006 году одна из его работ была выбрана для участия в передвижной выставке «Поезд искусства», на которой экспонировались произведения ста наиболее значимых итальянских современных художников. Муниципалитет города Масса-ди-Сомма назвал в его честь одну из улиц. В 2008 году в Неаполе, в честь столетия со дня его рождения, была организована ретроспективная выставка, прошедшая в Кастель-дель-Ово.
Работы Марио Кортиелло представлены в Galleria d'arte moderna Ricci Oddi в Пьяченце, собраниях галерей и музеев Ломбардии и Неаполя, а также частных коллекциях.